# Elvin Bishop
Elvin Bishop (né le 21 octobre 1942 à Glendale en Californie) est un musicien et un guitariste américain de rock sudiste et de blues.
Il grandit dans une ferme de l'Iowa. Quand il a dix ans, sa famille se déplace à Tulsa en Oklahoma. En 1960, il part à l'université de Chicago pour étudier la physique.
En 1963, il  rencontre Paul Butterfield et rejoint son groupe, avec lequel il va rester neuf années. À la suite de leur troisième album, The Resurrection of Pigboy Crabshaw, il prend son surnom de Bishop (l'évêque en anglais).
En 1968, il commence une carrière solo et forme le Elvin Bishop Group et participe à l'album The Live Adventures of Mike Bloomfield and Al Kooper.
Sa chanson la plus connue est Fooled Around and Fell in Love (en). Elle  a été reprise par Mickey Thomas (qui rejoindra plus tard Jefferson Starship). En 1988, il réalise l'album Big Fun et Don't Let The Bossman Get You Down. Il participe au concert des Allman Brothers au Fillmore East où il chante Drunken Hearted Boy.
En 2005, Bishop sort son premier album depuis cinq ans : Gettin' My Groove Back.
Le Titre phare "Fooled around and fell in love", son titre le plus populaire, est repris sur la bande originale du film des studio Disney / Marvel"Les gardiens de la galaxie", sorti en 2014.

## Discographie

### Albums Studio
- The Elvin Bishop Group (1969)
- Feel It! (1970)
- Rock My Soul (1972)
- Let It Flow (1974)
- Juke Joint Jump (1975)
- Struttin' My Stuff (1975)
- Hometown Boy Makes Good! (1976)
- Hog Heaven (1978)
- Is You Is or Is You Ain't My Baby (1981)
- Big Fun (1988)
- Don't Let the Bossman Get You Down! (1991)
- Ace in the Hole (1995)
- The Skin I'm In (1998)
- Party Till the Cows Come Home (2004)
- Gettin' My Groove Back (2005)
- The Blues Rolls On (2008)
- Little Smokey Smothers & Elvin Bishop: Chicago Blues Buddies (2009)
- Red Dog Speaks (2010)

### Albums Live
- Raisin' Hell (1977)
- That's My Partner! (2000)
- King Biscuit Flower Hour Presents in Concert (2001)
- Booty Bumpin' (2007)